# Stay (Ne-Yo)
Stay è un brano musicale del cantante statunitense Ne-Yo, estratto come singolo di debutto dall'album In My Own Words il 2 agosto 2005. Il brano figura la partecipazione del rapper Peedi Peedi ed è stato prodotto da Ron "Neff-U" Feemstar.
Nel video musicale, la ragazza di Ne-Yo è interpretata dalla coreografa Tanisha Scott.

## Tracce
CD Single
1. Stay (featuring Peedi Peedi) (radio edit with rap)
2. Stay (acoustic version)

12" Vinyl
1. Stay (featuring Peedi Peedi)

## Classifiche
| Classifica (2005)                    | Posizione più alta |
| ------------------------------------ | ------------------ |
| U.S. Billboard Hot R&B/Hip-Hop Songs | 36                 |
| Finlandia                            | 8                  |